# Idő

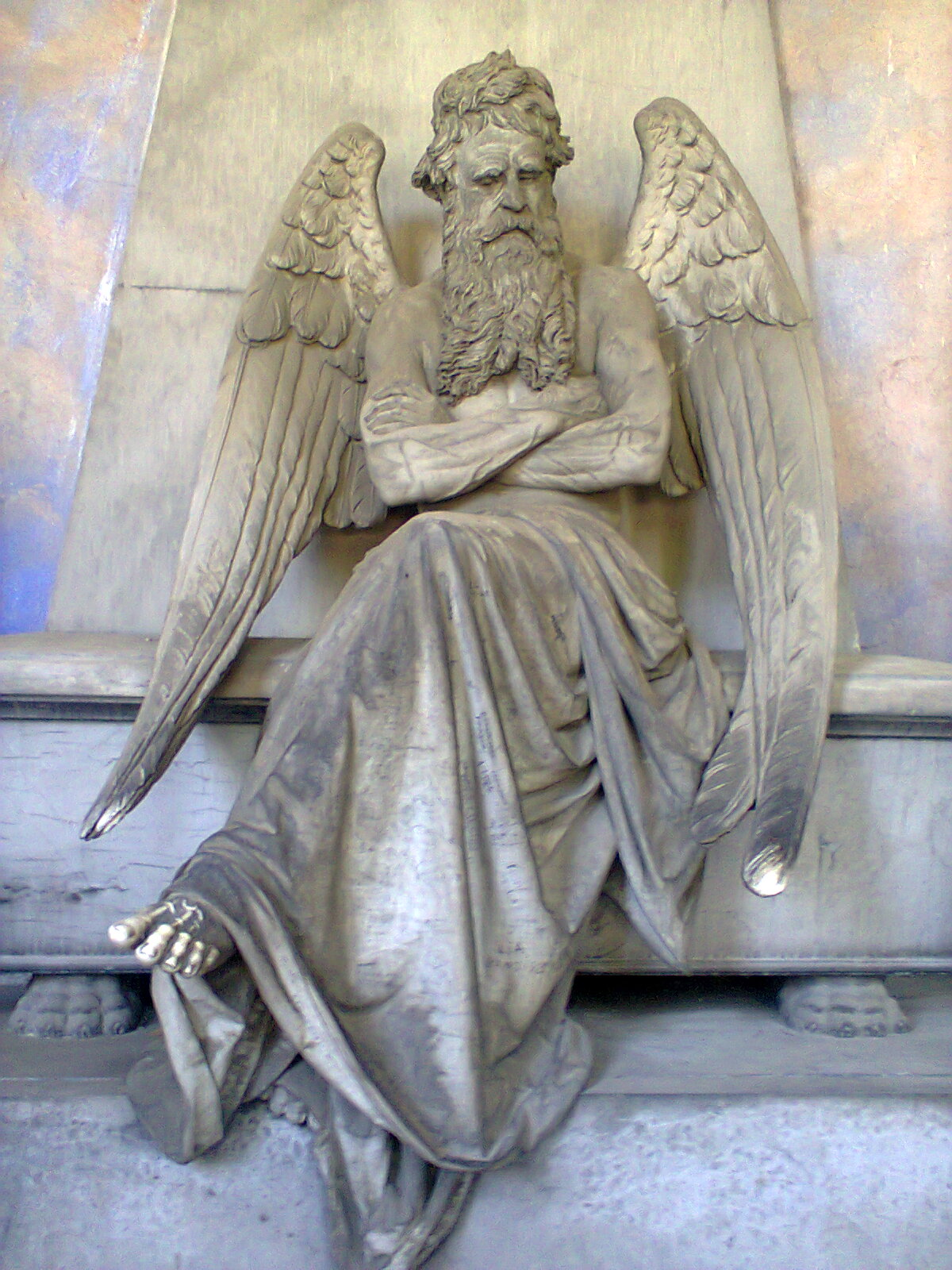
Kronosz titán szobra, Genova, Olaszország

Mindennapi életünkben az idő az események látszólag folyamatos sorrendjének érzékelésére utal. A szubjektív idő, az egyén belső időészlelése eseményekhez, történésekhez kötődik. Ez az idő sohasem egyformán telik, tartamérzete függ az életkortól és főként az események személyes jelentőségétől, körülményeitől. Az idő nem látható, érzékszervekkel nem érzékelhető mivolta a művészi képzeletben néhány allegorikus ábrázolási típus kialakulásához vezetett.
Az emberiség történelme során a különböző kultúrákban és korokban bekövetkező jelentős tényleges és gondolati világnézeti változásoknak megfelelően az idő mibenlétéről alkotott fogalmak is jelentősen változtak. Ezen felül pedig megfigyelhető, hogy a korok gondolkodói és a mindennapok emberei gyakran eltérő nézeteket vallanak az idő és a haladás tekintetében, melyek egymást kölcsönösen befolyásolták. Meg kell említenünk azt is, hogy a huszadik században a lélekelemzés és lélektudomány fejlődése új elemeket hozott e kérdéskörbe, melyek az évszázadok óta minden tudományágban folytatott vitát tovább élezik. A kérdés az, hogy az idő a világmindenség alapvető tulajdonsága-e, vagy egyszerűen szellemi megfigyelésünk, azaz érzékelésünk terméke. Bár az e kérdésre adott válaszok ma elégtelennek látszanak az idő fogalmának tisztázására, azok értelmezése és viszonyaik feltárása érdekes válaszokat eredményez.
A modern fizikai időfogalom teljesen elszakadt a hétköznapi tapasztalattól és az erre épített filozófiai gondolkodástól. Fizikailag az időt a megfigyelt rendszer entrópiájának növekedéseként értelmezhetjük. Nevezetesen, a rendszer állapotának két egymást követő megfigyelése két eseményt szolgáltat, melyek a múltból a jelenen keresztül a jövőbe való haladást írják le.
Ténylegesen a történelem folyamán az idő mérési módszereiben bekövetkező változások nagymértékű behatással voltak az emberi gondolat fejlődésére. Az ősi kezdetleges napórák idejétől a modern atomórákig nagy utat tettünk meg. E fejlődés nemcsak az idő mérési pontosságát befolyásolta, hanem az emberek mindennapi életére és mindenekfelett a tudományos, filozófiai és vallási gondolkodásra is nagy hatással volt.

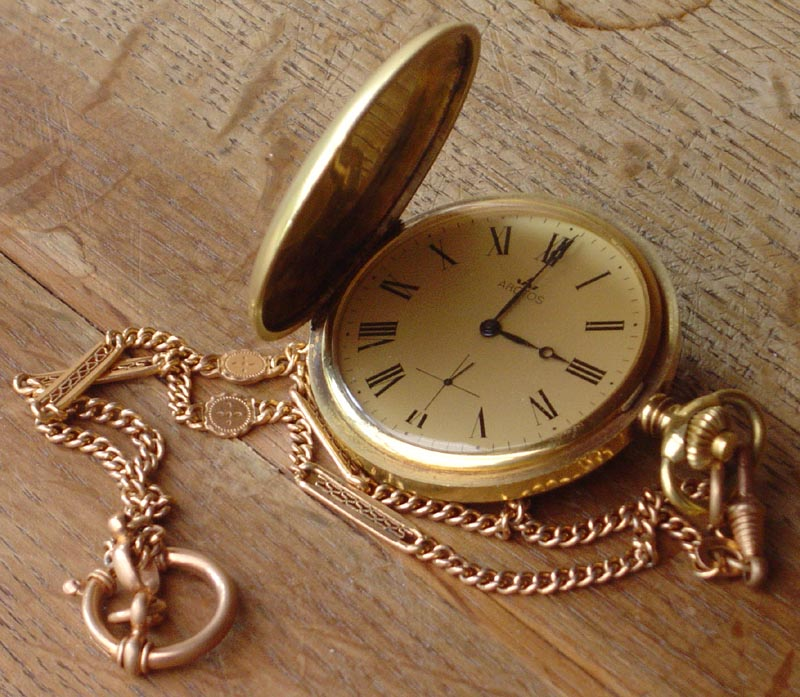
A zsebóra valamikor divatos időmérő volt

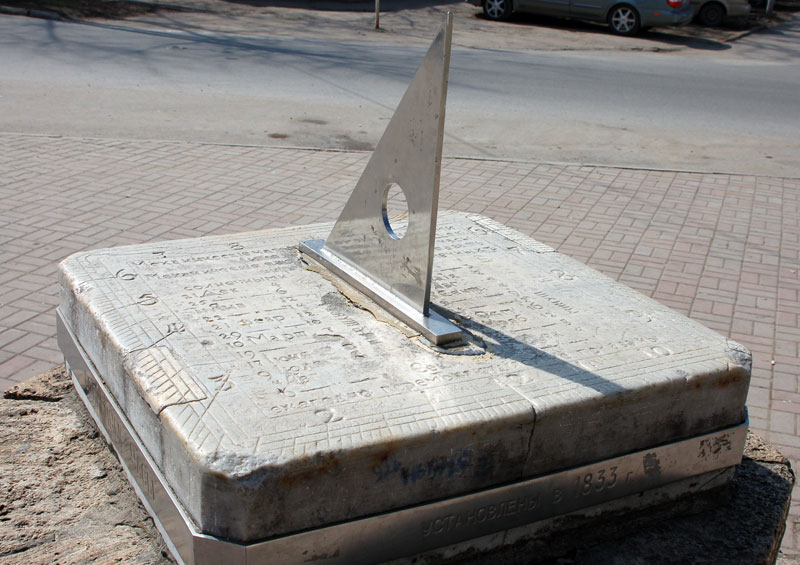
Egy napóra Taganrogból (1833)
E Kr. e. 1500 körüli egyiptomi eszköz egy derékszögű háromszöget használt az idő múlásának mérésére: a keletre állított háromszög függőleges befogója egy nemlineáris beosztásra vetette árnyékát. Délben a háromszöget átbillentették, hogy a délutáni időt mutassa

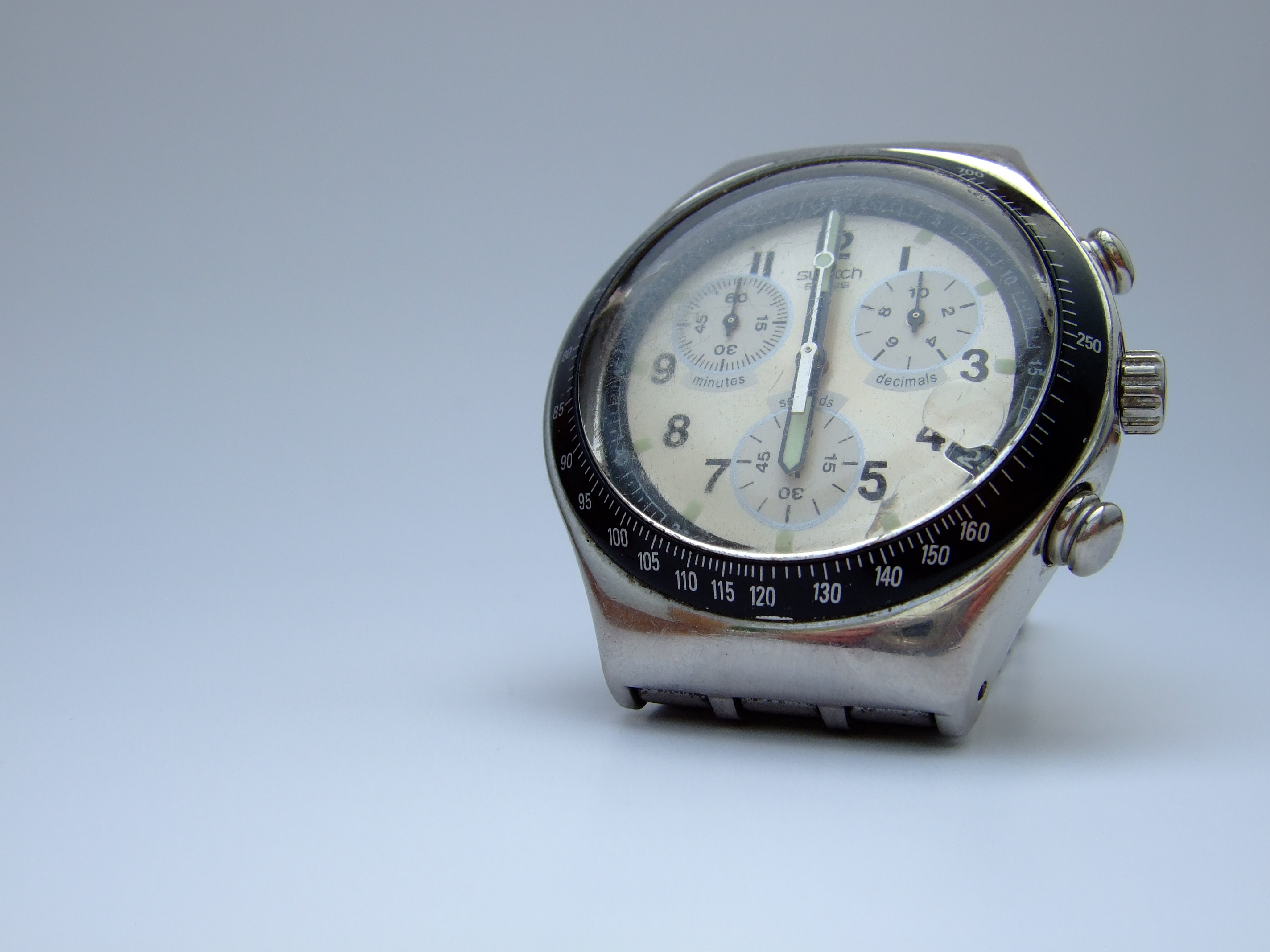
Mechanikus kvarcóra

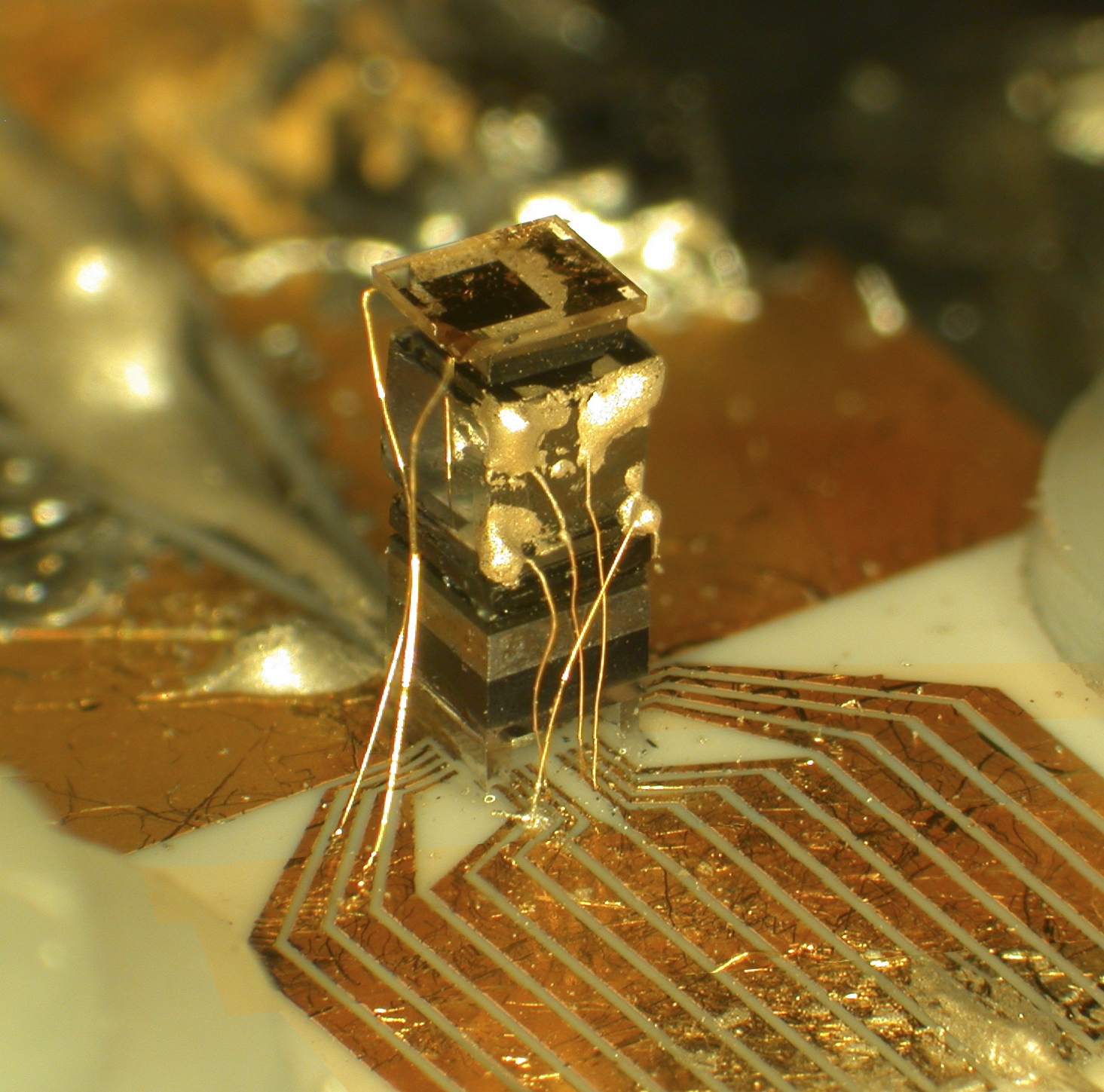
Egy atomóra részlete

## Az idő mérése
Az idő mérésének jelenlegi rendszere a sumer civilizációig nyúlik vissza. E mérési rendszer a megszokott tízes alap helyett hatvanas alapot használ: 60 másodperc van egy percben, és 60 perc van egy órában, valamint 360 nap (60×6) egy évben (néhánnyal kiegészítve). E számrendszerben a 12 is jelentős szám: a napnak 12 nappali és 12 éjszakai órája van (régen a napnyugta jelezte a nap végét) és 12 hónap van egy évben.

### Időmérési eszközök
Az idők során meglehetősen sokféle időmérési eszközt készítettek. Ezen eszközök tanulmányozásával a horológia foglalkozik.
A napóra egy álló pálcát használ, melynek árnyéka órára kalibrált beosztásokra vetül. Ez az eszköz mindig a helyi időt mutatja. Plinius feljegyezte, hogy Róma első napóráját a szicíliabeli Cataniából rabolták Kr. e. 254-ben, mely egy egész évszázadig hibásan mutatta az időt, míg Kr. e. 164-ben Róma hosszúsági fokának megfelelő beosztásokat készítettek.
Az ókor legpontosabb időmérési eszközei az először Egyiptomban talált vízórák (klepszidra) voltak. Ezek Amenhotep (Kr. e. 1525-1504) egyiptomi fáraó sírjából kerültek felszínre. A vízórák használatosak voltak Alexandriában, s onnan terjedtek el világszerte. A görögökhöz i. e. 400-ban került. Előnyük az volt, hogy a napórákkal ellentétben éjszaka is mutatták az időt. Úgy mondják, hogy Platón i. e. 378-ban vízórás ébresztőórát készített, melyben egy tartályból szivárgó víz átbillentett egy rekeszt, melyből ólomgolyók estek egy rézlapra, s a zaj felébresztette tanítványait. Csillagászati megfigyeléseikről a görögök és káldeusok egyaránt rendszeres feljegyzéseket készítettek. Ezek alapján arab mérnökök a középkorig javították a vízórát.
A homokóra homokszemek folyását használja az idő múlásának mérésére. Ferdinand Magellan 18 homokórát tartott minden hajóján, mikor 1522-ben körülhajózta a Földet.
A középkor apátságaiban, kolostoraiban és zárkáiban világszerte gyertyákat, tömjénfüstölő pálcákat használtak. A vízórák, s később mechanikus órák is elterjedtek. A Szent Alban apátság apátja, Wallingfordi Richard (1292-1336) készítette a híressé vált mechanikus óraként használt Naprendszer-modelljét.
Hétköznapjainkban az egy napnál rövidebb idő általánosan használt időmérő eszköze az óra, annál hosszabb időhöz naptárt használunk. Az órák különböző formái a karórától a Long Nowig terjed. Hajthatják őket rugóval, gravitációval, elektromos árammal és sokféle ingával szabályozhatják. A naptárak is sokfélék lehetnek, mint például holdnaptár, szoláris naptár, de a legáltalánosabb a Gergely-naptár.
A kronométer egy bizonyos pontossági szabványoknak megfelelő hordozható időmérő, melyet eredetileg a hosszúsági fokok csillagászati módszerekkel való meghatározásához használták. Az elnevezést manapság a svájci Controle Officiel Suisse Des Chronometres (COSC) ügynökség pontossági követelményeinek megfelelő karórákra is használják. Az egyenként hitelesített órák pontosságát napokon keresztül tartó különböző helyzetekben és hőmérsékleteken végzett vizsgálatokon ellenőrzik és saját sorozatszámával regisztrálják.
A legpontosabb időmérőeszköz a millió évekig másodperces pontosságú atomóra, melyet más órák kalibrálására használnak. Az atomóra egyik változata a cézium-133 atom rezgési tulajdonságára épül, s 1967 óta a SI-mértékegységrendszer a másodpercet a 133Cs atom 9 192 631 770 rezgéseként határozza meg.

### Érdekességek
- Egy másodperc kb. 1,855×1043 Planck-idő hosszúságú
- A világmindenség kb. 4,3×1017 másodpercnyi idős az ősrobbanás elmélete alapján, ami kb 8×1060 Planck-időnek felel meg
- Az átlagos emberi élet kb. 3,9×1052 Planck-idő
- 2006-ban a legrövidebb közvetlenül mért időtartam, az attomásodperc 10−18 nagyságrendű, ami kb. 1026 Planck-időnek felel meg

## Meghatározások és szabványok
| Név                        | Érték                    | Megjegyzés                                      |
| -------------------------- | ------------------------ | ----------------------------------------------- |
| Planck-idő                 | ~5,4x10−44 másodperc     | Elméletileg legkisebb mérhető időtartam         |
| attoszekundum              | 10−18 másodperc          | a 2006-ban közvetlenül mért legkisebb időtartam |
| pikoszekundum              | 0,000000000001 másodperc |                                                 |
| nanoszekundum              | 0,000000001 másodperc    |                                                 |
| mikroszekundum             | 0,000001 másodperc       |                                                 |
| milliszekundum             | 0,001 másodperc          |                                                 |
| másodperc                  | SI-alapegység            |                                                 |
| perc                       | 60 másodperc             |                                                 |
| óra                        | 60 perc                  |                                                 |
| nap                        | 24 óra                   |                                                 |
| hét                        | 7 nap                    | 168 óra                                         |
| hónap                      | 28-31 nap                |                                                 |
| negyedév                   | 3 hónap                  | 90-92 nap                                       |
| év                         | 12 hónap                 |                                                 |
| év                         | 365 nap                  | 52 hét + 1 nap                                  |
| szökőév                    | 366 nap                  | 52 hét + 2 nap                                  |
| tropikus év                | 365,24219 nap            | átlag                                           |
| Gergely-naptár szerinti év | 365,2425 nap             | átlag                                           |
| olimpiád                   | 4 éves ciklus            |                                                 |
| évtized                    | 10 év                    |                                                 |
| generáció                  | 25 év                    | közelítően                                      |
| évszázad                   | 100 év                   |                                                 |
| millennium                 | 1000 év                  |                                                 |

Az idő SI-alapegysége az SI-másodperc. Az ebből származó nagyobb időegységek, mint perc, óra és nap, nem SI-egységek, mert egyrészt nem tízes számrendszerűek, másrészt szükség van egy időnkénti 'szökőmásodperc'-re, mégis hivatalosan elfogadott az SI-rendszerrel való használatra, bár a hónapoknak és éveknek nincs meghatározott másodperc-hosszúsága.
A másodperc hivatalos meghatározása a következő:

A másodperc a cézium-133 atom alapállapotában a két hiperfinom szint közötti átmenetnek megfelelő sugárzás 9 192 631 770 periódusa.

Az 1967 előtti meghatározás a következő volt:

A másodperc a tropikus év 1900. január 0 földi idő szerinti 12 órakor mért 1/31 556 925,9747-ed része.

Az idő definíciója egyaránt nagy fontosságú a tudományban és mindennapi életünkben is. Az idő minden ismert tulajdonsága ebből a definícióból származik. Például, az idő e definíciója a tér jelenlegi definíciójával együtt alkotott téridőnk képezi a Minkowski-téridőt, és a speciális relativitáselmélet e definíciók alapján igaz.

### Világidő
Az időmérés olyan kritikus jelentőségű a modern társadalmak működése szempontjából, hogy azt nemzetközi szinten egyeztetik. A tudományos idő alapja a világ körüli atomórák másodperceinek számlálása. Ezt nemzetközi atomidőnek hívják és TAI-nak rövidítik. Ezen alapul minden más időmérce is, beleértve az egyezményes koordinált világidőt (UTC) is, mely a közidő alapja. A Föld időzónákra van osztva, melynek legtöbbje pontosan egy órára van egymástól és hagyományosan a UTC-hez viszonyítják. Például Budapest idejét UTC+1-ként jelölik, a Párizstól Varsóig terjedő európai idősáv részeként.

### Csillagidő
A köznapi életben is használt, fentebb említett világidő a Földnek a Nap körüli keringésén alapul, gyakran szoláris időnek is nevezik.
A csillagidő az időnek az a mértéke, melynek használata esetén a Föld egyenletes szögsebességgel forog a tengelye körül. Tekintettel arra, hogy a Föld forgási sebességében szezonális és szabálytalan ingadozások is vannak, a csillagidő az inerciaidőhöz viszonyítva nem múlik egyenletesen.
A csillagidő definíciójához alapul nem egy meghatározott csillag, hanem a tavaszpont szolgál (mivel ellenkező esetben az idődefiníció függne az adott csillag sajátosságaitól, például a sajátmozgásától).
A csillagidő egyenlő a tavaszpont óraszögével. Amikor a tavaszpont a megfigyelő helyén éppen delel, akkor ott a csillagidő pontosan 0h. A csillagnap az az időtartam, ami a tavaszpont két egymást követő delelése között eltelik.

### Kronológia
Az időmérés másik formája a múlt tanulmányozása. A múlt eseményei idő szerinti sorrendbe rendezhetőek és azon belül csoportosíthatóak, melyet periodizálásnak neveznek. Az egyik legfontosabb ilyen periodizálási rendszer a geológiai idő (földészeti idő), mely a Földet és a rajta lévő életet formáló eseményeket rendezi. Kronológia, periodizálás és a múlt értelmezése együtt képezi a történelemtudományt.

## Az idő lényegéről alkotott uralkodó nézetek
Az idő a legérdekesebb dolgok egyike. 

Szubjektív és objektív egyszerre. 

Elmúlt és lesz. 

A múltat felidézzük, kutatjuk, a jövőt tervezzük, megpróbáljuk megjósolni az elkövetkezőket.

Legrövidebb a jelenben. Mire megragadnánk, tovatűnik. 

--Ismeretlen Blogoló

Az idő tehát a változás mérésére szolgáló fogalom, melyről az idők során különböző nézetek alakultak ki:
Az egyik nézet szerint az idő a világmindenség alapvető szerkezetének része, egy kiterjedés, melyben események egymásutáni sorrendben történnek és az idő maga is mérhető. Ez ún. "realista nézet"-et, melyet Sir Isaac Newton is használt, gyakran newtoni időnek is nevezik.
Az ezzel ellenkező nézet szerint az idő az emberi szellem alapvető szerkezetének része olyan fogalmakkal együtt mint a „tér”, vagy „szám”. Immanuel Kant ezen „idealista nézet”ében az idő az emberek által használt mérési rendszer része, melyet néha kanti időnek is neveznek. Gottfried Wilhelm Leibniz szerint az idő egyfajta mérési eszköz, mellyel mi az események sorrendjét, azok időtartamát és a köztük lévő (időbeli) távolságot állapítjuk meg, valamint a tárgyak mozgását hasonlítjuk össze. Ez elmélet tehát elveti Newton olyan gondolatait, melyek szerint az idő valami ténylegesen mérhető lényeg (szubsztancia) lenne mely „folyik”, melyen a tárgyak a múltból a jövőbe „haladnak át”, vagy valami, az eseményeket tartalmazó egyfajta „edény” lenne.
Ugyanakkor a fizikában mi az időt a térrel együtt ún. alapmennyiségnek tekintjük, minthogy minden más fizikai fogalmat – mint sebesség, erő, energia stb. – ezek segítségével határozzuk meg. Emiatt tehát az idő fogalmát csupán operációs módon definiálhatjuk, azaz leírjuk az alkalmazott mérési módozatot és a választott mértékegységet. Ezt nevezzük fizikai időnek.
Másrészről pedig, minthogy az idő csupán valami megfigyelt változással együtt értelmezhető (legyen az valamilyen mozgás, vagy bizonyos események feltűnése), az időt általában e megfigyelésekhez viszonyított relatív mennyiségnek tekintjük. Az ősrobbanás (Big Bang) elmélete óta azonban lehetővé vált az ún. galaktikus időszámítás is, ami világunkban abszolút időnek tekinthető. E tekintetben az időt a világmindenség entrópiájának növekedéseként értelmezhetjük, és bizonyos értelemben alapot adhatunk a newtoni abszolút idő fogalmának.
Itt említjük meg a későbbiekben leírt, a személyesen érzékelt időre utaló ún. Bergson-idő-t is.
A filozófia folyamatosan kutatja az idő -világnézetünket alapjaiban befolyásoló- lényegét. Az idő kulcsfontosságú a fizikai-, biológiai- és társadalomtudományokban egyaránt. Az idő alapvető fontosságú paraméter minden mozgás tanulmányozásában legyen az egy dinamikus szociológiai rendszer, gazdaságtudomány vagy akár krono-biológia. A pszichológia az idő emberi érzékelését vizsgálja.

## Az érzékelt idő

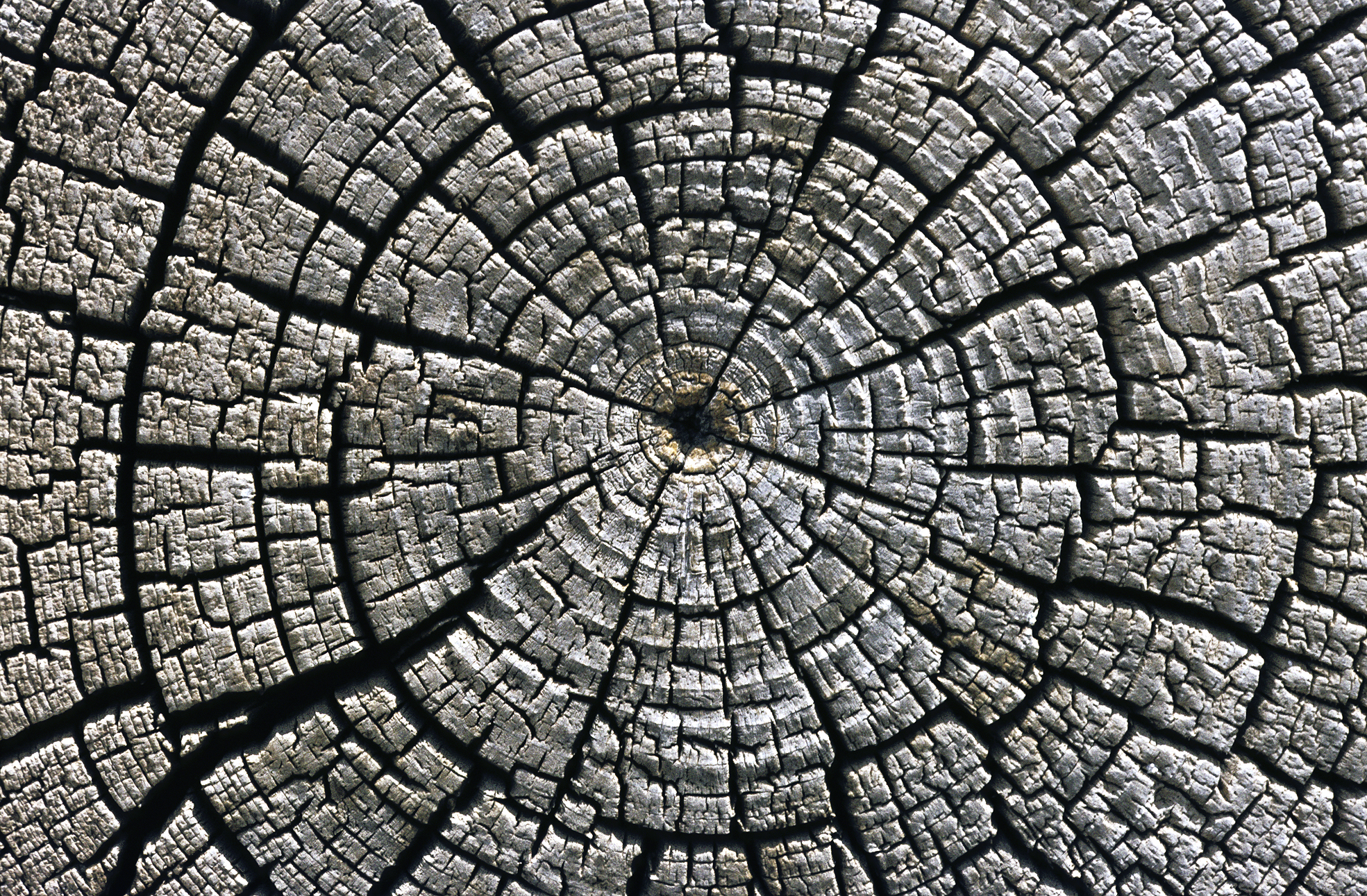
Évgyűrűk egy fatörzsben, amelyet az új-mexikói Aztec Pueblo egyik építkezésén használtak a 12. század elején

Az Idő Kereke forog, jönnek-mennek a korok. Emlékek lassan legendákká halványulnak, majd mítoszokká válnak, s lassan a feledés homályába merülnek, mielőtt a kor, melyből eredtek, visszatérhetne. …Egy korban, amely még nem jött el, egy korban, amely rég elmúlt már, a Fény és az Árnyék újra vívja soha véget nem érő háborúját.

--Fantázia Regény (Robert Jordan - Az idő kereke)

A külvilággal érzékszerveinken keresztül tartunk tanult kapcsolatot. Hasonlóan, az idő észlelését is a közösségi tapasztalataink során sajátítjuk el. Az időhöz kulturális környezetünk által támasztott elvárások és társadalmi normáknak megfelelően viszonyulunk. Ezek legtöbbje életkorunk és helyzetünkkel együtt változik, s így életünk folyamán szinte minden múló pillanat személyre szabott élménynek minősül. A tudományokban használt absztrakt időfogalommal szemben hétköznapi ember élete a munkája, ünnepnapjai és egyes rendkívülinek tartott pillanatok emlékezetessé való tételével múlik. Legtöbbünk a jelenben élünk, s olykor szeretnénk megállítani az időt, vagy – legalább átmenetileg – függetleníteni magunkat tőle, s megpróbáljuk fürkészni a bizonytalan jövőt. Személyes időszámításunk születésünk után kezdődik, de tudatunk csak sokkal később válik képessé felfogni a múló idő fogalmát. Felnőtt korunkban azután semmi nem figyelmeztet bennünket jobban az idő múlására mint a feltartóztathatatlan öregedés és a közelgő halál tudata.

### Természeti közösség időtudata
Különböző kultúrákban az időtudat jelentősen eltérően alakult a bennük élők környezetének és életformájának megfelelően. A természetes környezetben élő társadalmak nagymértékben alkalmazkodtak a területükön található állat- és növényvilág évszakos ritmusához. Például a szibériai Amur vidékén élő népek gazdasági és rituális életét két évszak, a meleg nyár és a hideg tél szabja meg. A nyár a heringek érkezésével köszönt be és halászattal telik. A halat tartósítják, bőréből ruhát készítenek. A nyár végét a lazacok és tokhalak megjelenése jelezi. Az első hó leestével a családok a folyótól távolabb, az erdő peremén lévő téli szállásaikra költöznek. A tél a közösségi alkalmak, rokonlátogatás, szórakozás, szertartások és házasságkötések ideje és nyest vadászattal, prémkereskedéssel telik. A tél végét a medveszertartással jelölik meg és készülnek a heringek fogadására… Így az egyes időszakok mennyiségi mérésére sem igény, sem módszer nem alakult ki.

### Vidéki időtudat
A kulturális különbségek időtudatunkra való hatásának érzékelésére gondoljunk csak egy paraszti közösségben élő családra, ahol az egyének élete a birtok fenntartása és gyarapítása körül szerveződik. Életük legtöbb részletét a közösségben érvényes normák szabályozzák. Az egyének öltözködése, gondolkodása, beszédmodora egyaránt e helyi közösség kultúráját tükrözi és építi. A parasztok munkarendje a nap járása, az évszakok és a termesztett növények tenyészideje szerint alakult. Tavasztól őszig végigdolgozzák az egész napot, csak vasár- és ünnepnapokon pihennek. Ősztől tavaszig azután a házban és a telken végezhető munkák mellett idejük egy részét hétköznapokon is pihenéssel, mulatságokkal tölthetik. Idejük használatát tehát az elvégzendő feladatok határozták meg, a munkaidő tartama ezek jellegétől és az időjárástól függ. Ebben a környezetben az évszakok mellett az évenkénti ünnepnapok szolgálnak az idő mérésére, s az események az „aratás”, „szüret”, „Szent Pál napja” vagy „télvíz” idejéhez stb. kötődtek.

### Városi időtudat
Hasonlóképpen, a modern városi társadalomban élő ember élete is munkája köré szerveződik, de környezetének változatossága és mérete, világát kiterjeszti, s közösségével való kapcsolata fellazul. Az időt személyes tulajdonának tekintve tervezi életpályáját. Életét elvégzendő feladatok sorává alakítja saját adottságai érvényesítése útján – az adott kultúra normarendszerén belül, annak segítségével, de esetleg akár annak ellenében is. A városban és az ipartelepen élő munkások, vállalati alkalmazottak életmódját a rendszeresség jellemezi. A gyári termelési ciklus évszakoktól és időjárástól függetlenül tervezhető. A munka- és a szabadidő váltakozása adja az ipari társadalom mindennapi életének ritmusát. Ez a ritmus az évet hetekre, a napokat pedig órákra bontotta le és a navigáció szükségleteire kifejlesztett egyre pontosabb időmérési eszközök számára új szükségletet teremtett: Hamarosan a munkaidőt napok helyett órákban kezdték mérni…

### Idő érzékelése
E példákból is kiviláglik, hogy mindennapjainkban az időt nem annyira fogalmilag fogjuk fel, mint inkább kézzelfogható jelenségekkel társítjuk: Metaforákat alkotunk és azt mondjuk például, hogy az idő 'folyik'. E fogalomtársítás életünkben meglehetősen gyakori jelenség és eredetük gyakran a feledés homályába merültek és egyszerű kifejezéssé degradálódtak. Az idő esetében azonban az általánosan használt 'folyam' metafora Hérakleitosz görög filozófusig vezethető vissza. Hérakleitosz folyója feltartóztathatatlanul egy irányba halad, és csak a munka, szokások és ünnepek pillanatai osztják fel. Ez osztásokon keresztül érzékeljük az események közötti -érzékszerveinkkel nem tapasztalható, de érzett- „távolságok”-at, az időviszonyokat
A pillanat tehát az emberi észlelés természetes biológiai működésének megnyilvánulása. E pillanatok értéke nyilvánvalóan nem egyforma, s az egyidejű érzékelők számára is meglehetősen különböző lehet. A pillanatok rögzítése, megőrzése az írás bevezetésétől a fényképezésen át a modern információhordozókon át és a tárgyak szimbolikus jelentésével történik. A személyes értékeken túl, a múlt megőrzésének a társadalomépítés keretében hatalmi, politikai jelentősége van. A múlt mítoszai, legendái és történelme mind a jelenlegi és a jövő aspiráló hatalmának szervező eszközei. Például Heribert Illig kutatásai kimutatják III. Ottó német-római császárnak a múlt ilyen célú alkalmazását.
Az idő érzékelését elzártság, világnézet, vallásos rituálék, szórakozás egyaránt nagymértékben befolyásolja, s megállapíthatjuk, hogy az érzékelt idő személyes, politikai és kulturális jelentőségű, így abszolút, tudományos értelemben nem tekinthető megbízhatónak, inkább csak a hit világába sorolható.

## Idő a vallásban

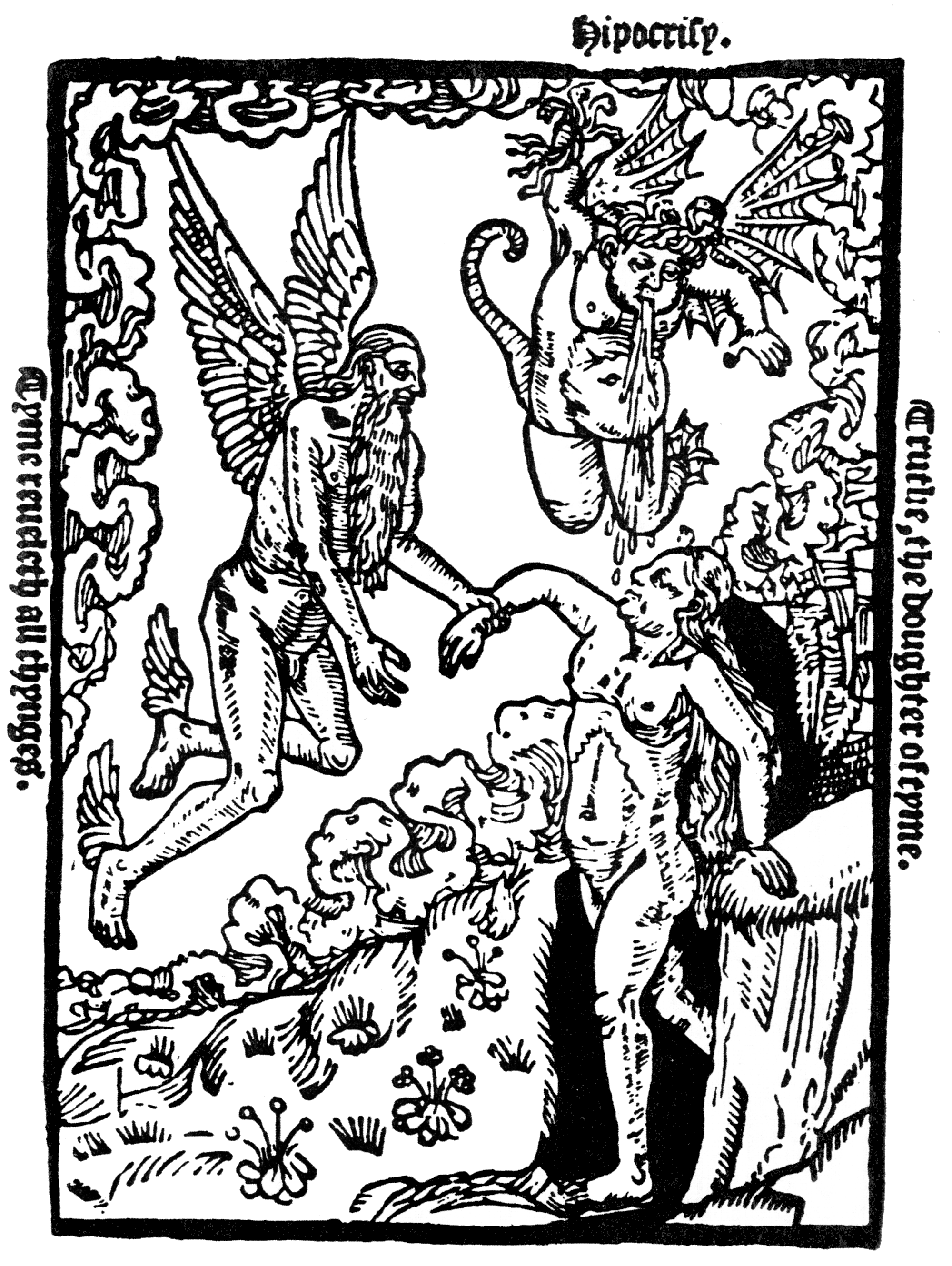
E kora 16. századi allegorikus metszeten a „minden dolgokat megjelentő” Időt (Kairosz) mutatja, amint az Igazságot a sötétségből a világosságba vezeti a Tévelygés mocska elől (a jobb-felső sarokban hányó kövér sárkányi figura)

A vallásokban az időről három eltérő fogalom alakult ki: körkörös, egyenes és elrendelt.
A legtöbb ősi kultúra időfogalma egyfajta időkerék: az idő ismétlődő, körkörös, visszatérő, a mindenség lényeinek állandó születéséből és halálából álló folyamat. Ilyenek voltak például a babiloni, az ógörög, az inka, a maja és a hopi kultúrák, és ma is élő a gondolat a hindu, a buddhista, és a dzsainista világfelfogásban.
A zsidó hitben – mértani hasonlattal élve – az idő egy félegyenes, mely az isteni teremtés pontjából indul ki, és várhatóan örökké tart. A kereszténység ezt a félegyenest szakaszra cserélte, amely a Krisztus visszatérése utáni Ítélettel bekövetkező világvégében végződik. E világtörténelmi nézetről Hippói Szent Ágoston az Isten Városa című művében írt. A zsidó, a keresztény és az iszlám hitvilágban Isten örökkévaló, a földi világon túl, az időn kívül, időtlenségben, az öröklétben létezik.
Az Ószövetségben, a Prédikátorok Könyvében Salamon (970-928 K.e) az időt az élet rendjébe illeszkedő események ritmusaként írja le:

„Mindennek rendelt ideje van, és ideje van minden dolognak az ég alatt.

Ideje van a születésnek és ideje a meghalásnak; ideje az ültetésnek, ideje annak kiszaggatásának, a mi ültettetett.

Ideje van az ölésnek és ideje a gyógyításnak; ideje a rontásnak és ideje az építésnek.

Ideje van a sírásnak és ideje a nevetésnek; ideje a jajgatásnak és ideje a táncnak.

Ideje van a kövek szétszórásának és ideje a kövek egybegyűjtésének; ideje az ölelésnek és ideje az öleléstől való tartózkodásnak.

Ideje van a szerzésnek és ideje a vesztésnek; ideje a megőrzésnek és ideje az eldobásnak.

Ideje van a tépésnek és ideje a varrásnak; ideje a hallgatásnak és ideje a szólásnak.

Ideje van a szeretésnek és ideje a gyűlölésnek; ideje a hadakozásnak és ideje a békességnek.”

Prédikátorok Könyve 3:1-8

Azonban Jézus az időről nem a mindennapi élet rendje, hanem a megváltás viszonylatában beszél:

„Betelt az idő, és elközelített már az Isten Országa; térjetek meg, és higgyetek az evangéliumban.”.

Márk 1:15

„Monda pedig nékik: Nem a ti dolgotok tudni az időket vagy alkalmakat, melyeket az Atya a maga hatalmába helyheztetett.”.

Ap Csel 1:7

## Idő a filozófiában
Az idő az ontológia (~léttan) és episztemológia (~eredettan) kutatásainak központi tárgya. A tárgy főbb kérdésköreihez tartoznak olyan dilemmák, mint hogy létezik-e az idő és tér tudattól függetlenül, hogy csak együtt, vagy külön is léteznek-e, mi az oka az idő látható egyirányúságának, hogy léteznek-e idők a jelen pillanaton kívüli is, valamint az időbeli azonosságot érintő kérdések is.
Az időről talált legkorábbi feljegyzés Ptahhoteptől, az egyiptomi ötödik dinasztia alatt élt vezírtől származik, aki azt írta, hogy „Ne csökkentsd a folyó kívánság idejét, mert az időpazarlást a lélek gyűlöli.”
Ezután sok ókori gondolkodó írt hosszú értekezéseket az időről. Egy híres analógia az élet idejét a homokóra homokjának az órán való átfolyásához hasonlította. Az óra felső részén lévő homok a jövőt jelképezte, az áthulló szemek a jelent, míg az alul lévő halmaz a múltat képviselte. A múlt egyre terjeszkedik a jövő rovására, s a változás a jelenen keresztül történik.
Hérakleitosz folyó-metaforájában a pillanat az idő folyóján hajózó történés. A zsidóktól eltérően a görögöknek nem volt elképzelésük a teremtésről, úgy vélték, hogy a kozmosz mindig is létezett; így számukra az idő az asztronómiai ciklusoktól elválaszthatatlan volt és az anyagot, a formát örökké létezőnek vélték. Az emberi létet pillanatnyinak tartották, mint ahogy Jean-Pierre Vermant is azt írta, hogy az ember „feltűnik hogy eltűnjön mint az árnyék vagy a füst.” A görögök felismerték, hogy az örökkévalósággal ellentétben az állandóság az időben létezik. A dialektikus gondolkodás kifejlesztése volt válaszuk erre a problémára: a tézis és ellentéte ütközésével egy állandó körforgásban jön létre a szintézis. A világ spirál-szerűen fejlődik, a dolgok mindig visszatérnek, de már fejlettebb állapotban.
Hippói Szent Ágoston is a Vallomások című művének 11.könyvében azon tűnődik:

„Mi hát az idő? Ha senki sem kérdezi, tudom; ha kérdik tőlem, s meg akarom magyarázni, nem tudom.”

Végül is abban állapodik meg, hogy könnyebb meghatározni azt, hogy az idő mi nem. Azt találta, hogy az idő csupán addig tart, amíg a jelen el nem múlik. A múlt a jelen emléke, a jövő pedig a jelen várakozása. Az ember ideje nem mérhető kozmikus eseményekkel, hanem az egy lelki mennyiség. Az idő egyfajta kitágulás, valószínűleg az Istenhez visszatérő lélek kitágulása (distentio animi) az Ő megjelentetése, az Ő misztikuma. A keresztények kötelesek a nekik adományozott időt hatékonyan és ájtatos őszinteségben használni a véglegesség gazdagítására és reményben hozni azt Krisztushoz.
Newton úgy gondolta, hogy az idő és tér az események számára egyfajta edényt formál, mely ugyanolyan valóság, mint a benne lévő tárgyak:

1 (Az) Abszolút, igaz és matematikai idő magában, saját természetében, bármilyen külső viszonyítás nélkül folyik egyenletesen és más néven időtartamnak is hívják. (A) Viszonylagos, látszólagos és közönséges idő az az időtartam, amit érzékelhetünk és külsőleges mozgással mérhetünk (pontosan, vagy pontatlanul); az ilyen mérés -például egy óra, nap, hónap, egy év- általánosan használt az igaz idő helyett.

--Principia - SCHOLIUM.

Newton abszolút-tér és -idő (Newtoni Idő) értelmével ellentétben, Kant a A tiszta ész kritikája című munkájában az időt a térhez hasonlóan, tapasztalattól függetlenül érzékelhetőnek (Kanti Idő) írta le. Szerinte sem a tér, sem az idő nem valóság mint az anyag, hanem mindkettő a megfigyelő egy, az alany tapasztalatainak értelmezéséhez szükséges eszmei szerkezet része. A térbeli mérések a tárgyak fizikai távolságát, míg az idő mérésével az események időbeli távolságát határozzuk meg. Kant filozófiájában az idő nem egy fogalom, hanem egyfajta a priori intuíció. Az idő se nem végtelen, se nem véges, minthogy az csupán saját intuíciónk egy formája. A dolgok sem időben, sem térben nem léteznek magukban. Ha összevetjük az idő fogalmát benyomásainkkal, megállapíthatjuk, hogy az idő néha elillan, máskor szünetelni látszik, néha világosnak, máskor homályosnak érezzük.
Leibniz is ehhez hasonlóan az időt és teret az események közötti kölcsön-viszonyok leírására szolgáló fogalmi szerkezetnek gondolta és azt írta, hogy „Én a teret valami viszonylatnak tartom, mint amilyen az idő.”. Szerinte a tér és idő valóságként kezelt ideális viszonyok. Annyiban tényleg valóságosak, amennyiben az anyagi különbségeket szimbolizálják, de illúziók, amennyiben 1) a tér vagy idő magában lévő dologként értelmezett, vagy 2) a tér- és időbeli viszonyok az anyaghoz képest redukálhatatlan lényegként értelmezettek, vagy 3) a kiterjedés, vagy tartam valóságként, vagy ha csak az anyag alapvető tulajdonságaként is értelmezett . A Newton és Leibniz nézetei közötti eltérések a híres Leibniz-Clarke levelezésben éleződtek ki.
Az egzisztencializmus központi témája a lét és idő viszonyának kérdése. A Lét és idő szerzője Heidegger sajátos új értelmet ajánlott az idő fogalmára. Szerinte a filozófia hagyománya az időt -hibásan- az örökkévalóság mozgatható képének tartja. Kimutatta, hogy ez a nézet csak az örökkévalóságból tekintve értelmezhető, s mivel az ember nem tapasztalhatja az örökkévalóságot, s nem tekintheti a világot onnan, az idő jelenségét is csak saját halandó és véges helyzetéből értelmezheti. A filozófia hagyományaival ellentétben, Heidegger szerint az idő saját lényegének értelmét nem az örökkévalóságban, hanem a halálban találja meg . Nézeteit Emmanuel Lévinas és Maurice Blanchot is vitatta.
Henri Bergson úgy találta, hogy az idő se nem valóságos egynemű közeg, se nem szellemi szerkezet, hanem valami, aminek 'tartam'a van. Bergson ezt a „tartam”-ot a valóság lényegi részét képező alkotóképességnek és emlékezetnek tartotta, melyet a képzelet egyszerű intuíciójával lehet csak megfogni. A Bevezetés a metafizikába című művében három érzékletes képet mutat be e „tartam” fogalmának megvilágosítására és a Teremtő fejlődés(1907)-ben részletesen kifejti hogy az idő nem matematikai absztrakció, tárgyilagosan mérhető „óra-idő”, hanem egyfajta személyi érzékelés, mint a gyönyör, vagy szépség.
Az idő e személyes élményként való értelmezése (Bergson idő) az alapja a gyakran emberi hanyagságnak tűnő „idő-hajlás”-jelenségnek is. Kifejezések, mint „indián-idő” (az időpontokat rugalmasan kezelőkre), vagy „Clinton-idő” (az értekezlet fél óra késéssel indul és két óra késéssel ér véget) és az unalomról ismert élmény (…elmúlt húsz percben csak két perc telt el…), valamint az idő „zsugorodása” (mint: „…Az a pillanat tíz évig tartott.”), stb. is erre utalnak.
A teória értelmezése szerint a valóságnak nincs ideje, csak jelene van: minden, ami történik, az most, ebben a pillanatban történik. Az idő illúzióját az időmérés teremti.
Habár a valóságnak nincs ideje, az embernek van, hiszen a múlt és a jövő létezik az emberek gondolataiban. Az idő tapasztalása összeköti az embereket a tudatban. Ez azt jelenti, hogy minden ember minden cselekedete hatással van a többi emberre, a múltbeli események, régen élt emberek gondolkodása, tapasztalata, sajátos valóságértelmezései, cselekedetei hatással vannak a jelen valóságára, és a jelen embereinek minden tette kihat a későbbiekre (lásd: Pillangóhatás). Ebből az is következik, hogy mindenki minden tettéért felelős.

### „Valótlan” idő
A Kr. e. 5. században élő görög szofista, Antiphón, töredékekben fennmaradt fő munkája Az igazságról-ban olvashatjuk, hogy „Az idő nem lényeg (hipostasis), hanem egy fogalom (noéma), vagy mérés (metrón).” Parmenidész messzebb ment, úgy tartotta, hogy az idő, mozgás és változás csak illúziók, ahonnan követője Zénon paradoxonjai is származnak. Az idő mint illúzió a Buddhizmusban is egy visszatérő gondolat, s némely modern filozófus is tovább viszi ezt a fonalat. Például J.M.E. McTaggart Az idő valótlanságában (1908) az A-sor és B-sor példájával mutatta be, hogy az idő érzékelése ön-ellentmondásos, végső soron zavaros illúzió, s az idő maga is csupán egy képzelet.
Megjegyzendő, hogy e viták gyakran a „valós” értelme körül forogtak. A modern fizikusok általában az időt olyan „valós”-nak értik, mint a teret, bár mások, mint Julian Barbour Az idő végében, azt állítják, hogy a világmindenség quantum-egyenletei igazi formájukat akkor veszik fel, ha azokat az összes lehetséges „MOST”-ot tartalmazó időtlen ún. konfigurációs térben, vagy az általa „platónia”-nak nevezett pillanatnyi konfigurációban fejezzük ki.

### Jelen és örök
A filozófusok egy része hangsúlyozza, hogy az idő különböző valóságok időbeli rendeződése: Egyes dolgok léteznek egy adott időben, mások pedig nem. Szerintük ez az egyetlen valóság amivel mi bánhatunk. Például nem mondhatjuk azt, hogy Homérosz létezik, mert a jelen időben ő nincs. Ugyanakkor pedig más filozófusok úgy tartják, hogy az idő a három térbeli kiterjedéssel egyenrangú dimenzió. Emiatt minden dologról – legyen az a múlté vagy jövőé – mondhatjuk, hogy ugyanolyan valós, mint a jelen dolgai. Szerintük például Homérosz ténylegesen létezik, de egy sajátos nyelvezetet használunk a múlt dolgainak említésekor ugyanúgy, mint mikor a jövő dolgairól szólunk. Az olyan szavak, mint közeli, távoli, feletti, alatti, itteni stb. szerepe pontosan ugyanaz, mint a tegnapi, holnapi, egy évvel ezelőtt, vagy jövőre…

### Tartós és állandó
A tárgyak állandóságáról alkotott nézetek bizonyos értelemben hasonlóak. A tartósságot vallók úgy látják, hogy az időben létező tárgyak teljesen különböző időkben léteznek, azaz a létezés minden alkalmát a múltbeli, vagy jövőbeli alkalmaktól valahogy elválasztva kell értékelnünk, még ha számszerűen azok meg is egyeznek. Az állandóságot vallók – például David Lewis – ugyanakkor úgy tartják, hogy az időben létező tárgyak folyamatos valóságként léteznek, és mi azok összes időbeli létezésének egészét tartjuk a tárgyak egészének. Ez megegyezik a hagyományos nézettel, mely a velünk született belső értelmeinkből származik. Például, mikor valakivel beszélgetek, beszélgetőtársamat teljes egységként kezelem, s nem csupán egy átmeneti lény egy részeként.
Megfigyelhető, hogy a legtöbb esetben a Jelen és Tartós, valamint a Örök és Állandó nézetek összetartanak, bár elvétve találkozhatunk kivételes véleményekkel is.

## Az idő természete a fizikai tudományokban
A klasszikus mechanika az ún. „newtoni idő”-n alapszik. Az időt Newton korától „abszolút”-nak és minden megfigyelőnek egyenletesen „folyó”-nak tekintették egészen addig, amíg Einstein elképzelése újrafogalmazott az idővel és térrel kapcsolatos minden fizikai fogalmat.
Einstein speciális relativitáselméletnek alaptétele a minden megfigyelő számára állandó és véges fénysebesség volt. Kimutatta, hogy ez az alaptétel -a két esemény egyidejűségének egy elfogadható definíciójával együtt- megköveteli, hogy a megfigyelőhöz képest mozgásban lévő tárgyakhoz tartozó távolságok megrövidüljenek, és időközök meghosszabbodjanak. Einstein munkájából következik, hogy ha az időt és teret elektromágneses módszerrel (mint két tükör között oda-vissza verődő fénnyel) mérjük, akkor a fénysebesség állandósága miatt a tér és idő egy bizonyos módon matematikailag összebonyolódik (ún. Minkowski-tér), ami egy bizonyos 4-vektoros módon Lorentz transzformációt eredményez az összes más leszármaztatott fizikai mennyiséggel (mint energia, mozgásmennyiség, tömeg, erő stb.).

### Idő a klasszikus mechanikában
A klasszikus mechanikában Newton „viszonylagos, látszólagos és közönséges idő” fogalma jól használható az órák szinkronizálására. Két, egymáshoz képest relatív mozgásban lévő megfigyelő által követett események a legtöbb ember tapasztalatának mindennapi jelenségét elég jól leíró matematikai fogalmat képez.

### Idő a modern fizikában
A tizenkilencedik század végén a fizikusok az elektromossággal és mágnesességgel való munkájuk során az idő klasszikus értelmével megmagyarázhatatlan problémákba botlottak. Einstein e problémákat az órák, a maximum jelsebesség, az állandó és véges fénysebesség elméletén alapuló módszerével való szinkronizálásával oldotta meg. Ez elméletből közvetlenül következett, hogy az egymáshoz képest mozgásban lévő megfigyelők részére az idő múlása különböző mértékűnek tűnjön.

### Téridő
A téridő a fizikában egy matematikai modell, ami egy sokaságban egyesíti a teret és az időt, a Világegyetem szerkezetét leírva. A téridő általában egy négydimenziós koordináta-rendszer, három tér- és egy idődimenzióval; a rendszer pontjai egy-egy eseménynek felelnek meg.
A modern fizika a téridő tárgyak körülötti görbületét a tárgy tömege jellemzőjének tekinti.
Történelmileg az időt és a teret egymással mindig közeli kapcsolatban tartották, s Einstein speciális- és általános relativitáselméletében e kettő az ún. „téridő” fogalmát képezi. Ez elméletek szerint az idő fogalma a megfigyelő(k) térbeli viszonyítási pontjától függ. Az időtartamok emberi érzékelése az órákkal való műszeres mérésekhez hasonlóan a viszonylagos mozgásban lévő megfigyelők számára eltérő. Még az események időbeli sorrendje is megváltozhat, de a múltat és jövőt az előre és hátra vetülő fénykúp határozza meg, melyek soha nem változnak. A múlt tehát azon események halmaza, melyek a megfigyelő számára fényjeleket küldhetnek, míg a jövő eseményei azok, amelyek felé a megfigyelő küldhet fényjeleket. Minden más együtt képezi a jelent, és ebben az eseményhalmazban az időbeli sorrend a különböző megfigyelők számára eltérő lehet.

### Időtágulás
Einstein egyszer azt mondta, hogy „Az idő a természet módszere a mindennek egyszerre való történésének megakadályozására.” Woody Allen szerint az idő lényegében nem más, mint amit az óra figyel.[forrás?] Az óraként akármilyen aktivitás, vagy változás – mint a nap mozgása is – szolgálhat. Einstein kimutatta, hogy a különböző sebességgel mozgó emberek az események időbeli hosszát és a köztük lévő időbeli távolságot, a tárgyak közötti fizikai távolsághoz hasonlóan eltérőnek mérik, bár a különbségek nagyon kicsik, hacsak a köztük lévő sebességkülönbség a fénysebesség közelébe nem esik. A legtöbb atom-részecske a laboratóriumi kísérletekben csak a pillanat töredékéig létezik és viszonylagos nyugalomban, de egyesek, a fényhez közeli sebességgel mozgók (például a müon) mérhetően messzebbre jutnak és tovább tartanak mint azt elvárhatnánk. A speciális relativitáselméletnek megfelelően a nagy sebességű részecske saját viszonyítási keretében átlagosan közepes élethossznak nevezett szabványos ideig létezik, s minthogy sebessége zérus, úgy haladási távolsága is zérus. A nyugalomban lévő viszonyítási kerethez viszonyítva ugyanakkor, az idő a részecske számára „lelassulni” látszik. A gyors részecskéhez viszonyítva a távolságok rövidülni tűnnek.
Még ha az időt newtoni értelemben negyedik kiterjedésként értelmezzük is, Einstein munkájából láthatjuk, hogy nagy sebességű mozgások esetében az idő- és térbeli méretek eltorzulnak. Ő ezt így fejezte ki: „Egy rendszer 'K' két 'A' és 'B' pontjában történő események egyidejűek, ha az AB távolság 'M' közepéről megfigyelve pontosan ugyanabban a pillanatban tűnnek fel. Az idő tehát 'K'-hoz képest nyugalomban lévő, az eseményt egyidejűleg regisztráló hasonló órák jelzésének együttese.” A Relativitás-ban Einstein megemlítette, hogy az egyidejűség maga is relatív, minthogy egy bizonyos viszonyítási keretben egyidejűként megfigyelt két esemény nem szükségszerűen tűnik egyidejűnek egy másik viszonyítási keretben lévő megfigyelő számára.

### Az idő iránya
Megfigyelhetően az időnek iránya van: a múlt rögzítve és változtathatatlanul fekszik mögöttünk, míg a jövő előttünk van, s nem szükségszerűen rögzített. Ugyanakkor a fizika legtöbb törvénye ún. időtükrözés invariáns, ami azt jelenti, hogy minden, ami az időben előremozdulva megtörténhet, ugyanúgy lehetséges az időben visszafelé mozogva. Másképp megvilágítva a fizika szemén keresztül nézve, a lehetőségek tekintetében, nincs különbség abban, hogy mi történik, mikor egy filmet nézünk, vagy azt visszafelé forgatjuk. Azonban időtapasztalásunk – legalábbis makroszkopikus szinten – nem „időtükrözés invariáns”: poharak gyakran leesnek és összetörnek, de még soha nem láttuk, hogy a szilánkok összegyűlnének és a pohár visszaemelkedne az asztalra. Emlékezetünk van a múltról, de nem a jövőről. Érezzük, hogy a múltat nem változtathatjuk meg, de a jövőt befolyásolhatjuk. A kérdés az, hogy miért van ez így?
Természetes megfigyelésünkkel egyezik a világmindenség teljes entrópiája, melyet elméletileg a kozmológiai idő mutatójának tekinthetjük. Ez a „nyíl” az ősrobbanástól irányul a jövő felé. Hasonlóan, a fénysugár is csak egy irányban halad az időben. Részecskefizikában ismert a CPT-szimmetriából és kvantummechanika méréseiből származó ún. „gyenge időnyíl”.

#### Az okozati megoldás
Az üveg törése problémájára metafizikai megoldást ajánl az a magyarázat, hogy az idő iránya az okozat aszimmetriájából származik. Eszerint, azért tudunk többet a múltról, mert a múlt részei az érzékelésünket képező hatások okozatai. Mi pontosan azért érezzük, hogy a múltat nem változtathatjuk meg, de a jövőt befolyásolhatjuk, mert ténylegesen úgy is van: a múltat nem változtathatjuk meg, de befolyásolhatjuk a jövőt. E megoldással sokan két nehézségre hívják fel a figyelmet. Először is az ok és az okozat nem mindig azonosítható egyértelműen. Az okozatiság időrendi sorrend meghatározására való alkalmazása könnyen kör-körösségre vezethet (mint azt a rendszerdinamika visszacsatolásai is mutatják). Másodsorban nem is annyira a következetesség hiánya, mint a történések magyarázhatósága a gond. Míg egy sikeres okozatiság elfogadható magyarázatot adhat bizonyos idő-aszimmetrikus jelenségre, mint például a cselekvés-érzékelés páros, addig más esetekben a magyarázat gyakran elégtelennek bizonyulhat.

#### A termodinamikai megoldás
A másik fő megoldás-család a legelterjedtebb nézetet képviseli, mely az idő irányát a termodinamika természetéhez való rokonságban látja. A klasszikus termodinamika szerint, míg az alapvető fizikai elméleteink ténylegesen időtükrözés invariánsak, addig a termodinamika nem az. A termodinamika második törvénye szerint ugyanis a zárt rendszer nettó entrópiája (rendezetlensége) soha nem csökkenhet, s ezzel magyarázható, hogy az üveg gyakran eltörik, de soha nem áll megint össze (a szilánkok az üveg rendezetlenségének magasabb szintjét képviselik).
Megjegyzendő, hogy a statisztikus mechanika területén a dolgok sokkal bonyolultabbá válnak. Egyrészről, az üveg eltörése a fizikai törvények statisztikai feltételezésekkel kiegészítve pontosan magyarázható, másrészről viszont a statisztikus mechanika időtükrözés invariáns. A termodinamika második törvénye ebben a keretben az abszolút törvényt egyszerű kijelentéssé redukálja, mondván: „A zárt rendszer nettó entrópiája nagy valószínűséggel növekszik.”

#### A törvényes megoldás
Az idő irányzottsága problémájának harmadik típusú megoldására szolgáló – kevésbé elterjedt – elmélet állítása szerint a fizikai törvények nem időtükrözés-szimmetrikusak. Például, a kvantummechanika egyes, a gyenge nukleáris erővel kapcsolatos folyamatai nem fordíthatók meg időben. E megoldást többen is kritizálták, mert:
1. a kvantummechanika időtükrözés-szimmetrikus jelenségei túl kisszámúak a makroszkopikus idő-aszimmetria egységességének magyarázásához, valamint, hogy
2. e szemlélet feltételezi, hogy a kvantummechanika, a fizikai folyamatok végső és helyes elmélete.

Mégis, a Rutgers Egyetem filozófia professzora, Tim Maudlin nemrégiben e megoldás mellett állt ki, mondván, hogy a kvantummechanikus jelenség mellett, a téridő fizikánk alapja, az általános relativitáselmélet is ténylegesen „időtükrözés-aszimmetrikus”. Tagadja az időtükrözés szimmetria – gyakran túl bonyolult – definícióit, és azzal érvel, hogy e definíciók maguk felelősek az idő irányával kapcsolatos látszólagos problémákért.

#### Időrészecske
Az „idő kvanta”, kronón az időt nem folyamatosnak tartó elméletek részére javasolt oszthatatlan időrészecske. Caldirola 1980-ban előadott modelljében erre 2·10−23 másodpercet javasolt az idő legkisebb értékére, amivel szerinte megválaszolható az a kérdés, hogy egy szabadon eső részecske kibocsát sugárzást vagy sem.
A jelenlegi fizikai elméletek szerint az idő mérésének határai vannak. A (tP)-vel jelölt Planck-idő e határt jelöli meg. Megjegyzendő, hogy e mennyiség nem az idő részecske-természetére, hanem arra utal, hogy események ennél közelebbi állapotai számunkra megkülönböztethetetlenek. Planck-idő az az időtartam, amennyi egy fénysebességgel haladó fotonnak szükséges, hogy Planck-hossz hosszúságú utat megtegyen. Értéke ~5,4·10−44 másodperc.

## Idő és az ősrobbanás
Stephen Hawking azon a véleményen volt, hogy az idő az ősrobbanással kezdődött, s az az előtti történések egy másik időkeret és más világ részei voltak, amivel többek között Mortimer J. Adler sem értett egyet. Hawking Az idő rövid története-ben azután sok más modern fizikussal egyetértésben pontosította véleményét mondván, ha az idő nem az ősrobbanással kezdődött és más időkeret is létezett korábban, arról semmit nem tudhatunk, és semmi korábbi esemény nem lehet hatással az utáni időkeretünkre.

### Az ősrobbanáson túli spekulációs fizika

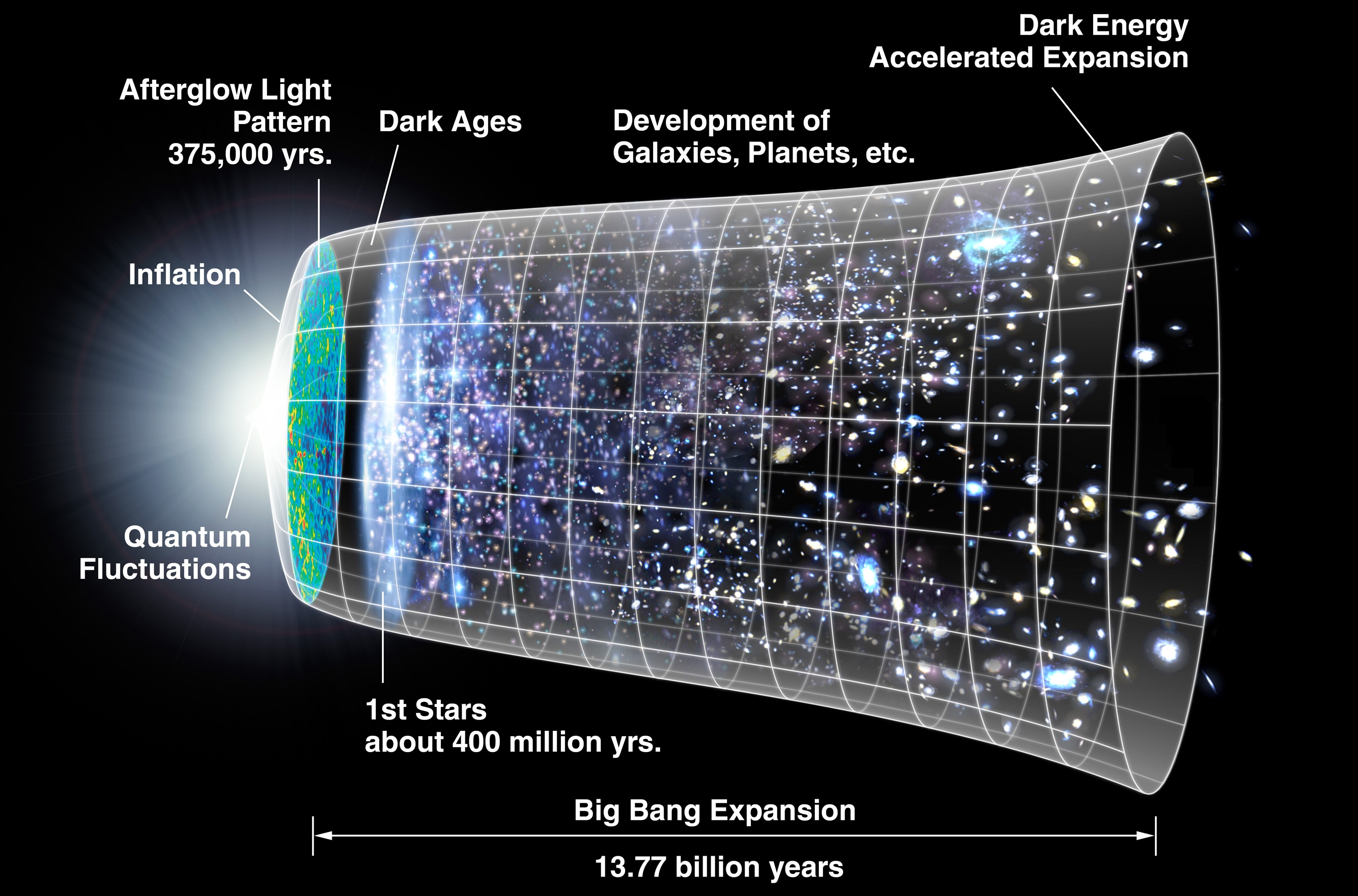
A világmindenség tágulásának grafikus ábrázolása

Tudósok közeli egyetértésre jutottak az ősrobbanást követő első 10−35 másodpercben történtekkel, de általánosan egyetértenek abban, hogy az egy Planck-idő előtti események egyszerű spekulációk maradnak. A Penrose-Hawking szingularitás-elméletek szerint a kozmikus idő kezdetén egy szingularitásnak kellett léteznie. Kritikusok kimutatták, hogy ez elméletek az általános relativitáselméletnek helyességére épülnek, s mivel az csupán a Planck-hőmérséklet eléréséig értelmezett, úgy a kvantumgravitáció helyes értelmezése elkerülheti e szingularitást.
Bizonyos elképzelések szerint lehetséges, hogy a világmindenségnek az elméletileg megfigyelhető határain túl is vannak részei. Ha a tágulás valóság, akkor ez valószínű lehet, mert az exponenciális tágulás nagy régiókat nyomna megfigyelésünk horizonján túlra. Más elképzelések ellenőrizetlen feltételezéseken alapulnak:
- A Hartle–Hawking-határérték-állapot szerint a téridő egésze véges, az ősrobbanás az idő határát képviseli a szingularitás szüksége nélkül
- A brán-világ elmélet modelljei szerint a tágulás a húrelmélet membránjaiban létrejövő mozgás eredménye. Az ún. ekpirotikus modell (görög ~tűzből), a húrelmélet egyik fajtája, melyben az ősrobbanás a membránok ütközésének eredménye. A ciklikus modell szerint az ekpirotikus modell periodikus.
- A kaotikus tágulás elmélete szerint a kvantum-gravitációs-habban az ősrobbanás helyenként és időnként történik, s mindegyik eredménye egy Univerzum, a saját Nagy Bummjából való kiterjeszkedéssel.

Ez utóbbi két elmélet az ősrobbanást nem valóságos kezdetként, hanem egy sokkal nagyobb és régibb univerzum (vagy univerzumok) részeként kezelik.

### Az ősrobbanás filozófiai és vallásos értelmezései
Az ősrobbanás egy tudományos elmélet, elvileg tehát a megfigyelésekkel való egyezése jelentős részt kell, hogy kapjon abban, hogy a tudományos közösség megtartja, vagy elveti-e. Viszont, minthogy ez elmélet a valóság eredetével foglalkozik, mindig is összegabalyodott az eredet teológiai és filozófiai vonatkozásaival. Az 1920-30-as években csaknem minden kozmológus a világmindenséget öröknek tekintette, és jó néhányan panaszkodtak, hogy az ősrobbanás vallásos elemeket hoz a fizikába. Ez ellenérzések egyik fő tüzelője az a tény volt, hogy az ősrobbanás eredeti elgondolója, Georges Lemaître, egy római katolikus pap volt, így idővel kifejlődött az ún. állandó állapot elmélet (1948), mely szerint a világmindenség tágulásával folyamatosan „teremtődik” új anyag, hogy az ún. tökéletes kozmológiai elv sértetlen maradjon. (Ez elmélet kezdeti nagy támogatottságát a 20. század közepére a kozmikus mikrohullámú háttérsugárzás felfedezésével csaknem teljesen elvesztette.)

#### Keresztény- és zsidó nézet

Az ősrobbanás elmélete szerint a Világmindenség egy végtelenül sűrű és forró állapotból (szingularitás) jelent meg
A tér maga azóta is tágul a galaxisokkal együtt.

Georges Lemaître mindig is hangoztatta, hogy az ősrobbanás a fizikának egy tudományos elmélete, s nincsen semmi vallásos vonatkozása. Ugyanakkor írás- és beszédmodora elkerülhetetlenül olajjal próbálta oltani a tüzet: Kifejezései, mint „tegnap nélküli nap” egyértelműen a Biblia teremtéstörténetére emlékeztette a gyanakvókat. Ugyanakkor George Gamow minden bűntudat nélkül „isteni teremtés-görbék”-nek nevezte az ősrobbanás állapotát leíró munkáit, s A világmindenség teremtése című könyvének egy példányát a pápának is elküldte. 
Az ősrobbanás-elmélet néhány értelmezése a tudomány határain túl megy, és megpróbálja az ősrobbanás okát (ld. az Első Ok) is megmagyarázni. E nézeteket némely természetfilozófus 'modern teremtés mítosz'-oknak nevezte. Míg sokan az ősrobbanás-elméletet a Biblia teremtéstörténetével összeegyeztethetetlennek tartják, addig mások, mint például az Ó-Föld teremtést valló csillagász, Hugh Ross szerint az ősrobbanás elmélete támogatja az ex nihilo (latin, ~semmiből) teremtés gondolatát.
Számos keresztény és zsidó forrás fogadta el az ősrobbanást mint a világmindenség eredetének egy lehetséges leírását, és értelmezésükben helyet hagytak a filozófiai első ok részére. XII. Pius pápa az elmélet lelkes híve volt még mielőtt az tudományos értékelést kapott volna, s ennek következményeként a római katolikus egyház élenjáró támogatója az ex nihilo teremtés gondolatának is. A rabbinikus zsidóság minden ágazata megosztja ezt a nézetet, s némely csoportok a kabbalával is összeegyeztethetőnek tartják.

#### Iszlám nézet
Sok muszlim hite szerint a Allah több helyen is ír az ősrobbanás elméletéről a Koránban :

„Nem látják talán a hitetlenek hogy a Mennyek és Föld egybeforrt volt mielőtt széthasítottuk volna? Mi vízből formáltunk minden élő lényt. Nem fognak ők hinni akkor?”

Szura 21, Al-Anbiyaa, Ája 30
„…Akkor az éghez fordult, mikor az még mindig üveg volt, és a földhöz, mondván: 'Jöjjetek a létezésbe, akarva, vagy akaratlanul!' és ők válaszoltak: 'Akarva jövünk.”

Szura 41, Ája 11
„…És az egeket mi teremtettük kezeinkkel és mi okozzuk tágulását.”

Szura 51, Ája 47

#### Taoista nézet
A konfucianizmus kínai filozófia alapját is képező tao alapgondolata az ellentétek egysége (ld. jin és jang). Némelyek úgy találják, hogy a Tao Te King első verse az ősrobbanásról szól:

„Az a Névtelentől volt, hogy a Menny és a Föld kikelt. A neves csupán a saját fajtáját nevelő tízezer teremtménynek az anyja.”

## Egyéb vonatkozások

### Időutazás
Az idő egyirányúsága régóta foglalkoztatja az emberek fantáziáját. Az időutazás a térben való mozgáshoz hasonlóan, az idő különböző pontjaiba való előre vagy hátra való mozgásra utal. A történész, a régész munkáját, vagy a jövőkutatást is egyfajta időutazásnak tekinthetjük, de általános értelemben az időutazás a tudományos fantázia irodalom egyik kedvenc témája, mely nem csupán egy gondolati kísérlet, vagy tudományos trendek meghatározása, hanem a cselekvőképesség múltba vagy jövőbe való áthelyezése, esetleg az ún. párhuzamos valóságok, vagy univerzumok közötti mozgás is. Az egy dolog, hogy megfigyeljük, vagy kikövetkeztetjük bizonyos események lefolyását, és egy teljesen más ügy azok (főleg a múlt eseményeinek) befolyásolása. Az időben való mozgás a múltba jelenlegi fizikai tudásunk szerint elméletileg is lehetetlen (a jövőbe folyamatosan mozgunk, bár a nagyobb ugrás itt is kizárt). A fő problémát a logika jelenti, a kauzalitás – ok-okozat lánc – megsértése ellentmondásos helyzeteket teremthet, például ha visszamegyek és megölöm a nagyapámat kiskorában, akkor nem születek meg, és akkor nem tudok visszamenni.

### Pszichológia
A mentális időmérték kutatói foglalkoznak olyan jelenségek okaival, hogy különböző embereknek miért tűnik egy adott időtartam eltérő hosszúságúnak. Magunk is tapasztalhattuk már, hogy néha repül az idő, azaz egy hosszú időszak gyorsan elmúlni tűnik, vagy éppenséggel az idő „szinte megáll”. Megfigyelhettük, hogy e jelenségek érzelmi állapotunktól függenek: Ha az adott történést érdekesnek, izgalmasnak, vagy kellemesnek, kívánatosnak tartjuk, akkor az időt rendszerint felgyorsulni érezzük, ha ugyanazt unalmasnak, vagy kellemetlennek érezzük, számunkra az idő lelassul. Jean Piaget az idő ilyen jellegű érzékelését „megélt idő”-nek nevezte.
Másik érdekes megfigyelés a korral függ össze. Ha az időt a tapasztalatokkal mérnénk, akkor megállapíthatnánk, hogy egy év az ötéves gyermek életének 20%-át képviseli, míg ugyanaz egy 50 éves életének csupán 2%-a, tehát az életkor növekedésével minden időszakasz a tapasztalatok összességének kisebb hányadát jelölik, s az idő öregkorban felgyorsul. A gyermek számára öt év életének kétszerese – mintegy örökkévalóságnak tűnik (…ő sokkal idősebb nálam, már elmúlt hat!), míg 50 fölött minden pillanat számít, s öt év egy pillanat alatt elfut…
E természetes megfigyelések mellett meg kell említenünk a vegyszerek által módosított tudatállapotot is. Némely ún. pszichoaktív anyagok, mint például az entheogének, megdöbbentő mértékben befolyásolják időérzékelésünket. LSD, tudattágító gombák és peyote (lophophora williamsii ~ dóm alakú kaktusz) hatására az óra furcsa eszközzé válhat, az általa mutatott idő nem egyezik a megfigyelő érzékelésével: az idő lelassul, megáll, felgyorsul és visszafelé pörögni látszik, vagy az események elvesztik egymásutániságukat, s a sorrendek összekeverednek. A megfigyelő úgy érzi: „Hihetetlen hogy még csak 8 óra van, de mit is jelent a 8 óra?” Ahogy az időérzékelés korlátai leomlanak, az idő jelentősége is lecsökken. E szerek használói gyakran határtalan időtlenséget tapasztalnak, mintha egyfajta lelki végtelenségbe pillantanának be. Ez az időnkívüliség élménye a tudattágítás-utazás varázsa (ld. Szelíd motorosok c. filmet, és Jimi Hendrixet). Gyengébb pszichedelikus szerek, mint például a marihuána is, kisebb mértékben befolyásolják időérzékelésünket.
A buddhista hagyományokban gyakorolt meditáció célja az elmének saját magáról való gondolkodása, mely az időtapasztalást megváltoztatja. Ezt a „mostba lépés”-nek , vagy egyszerűen csak „a pillanat”-nak nevezik.
Einstein relativitás-elméletének magyarázásakor gyakran megjegyezte: „…míg egy szép lány mellett való ülés egy órája csupán egy percnek, addig a forró tűzhely megérintése egy órának tűnik.” E megfigyelés hasonló az ún. kappa hatáshoz, minthogy mindkettő rámutat arra, hogy két esemény között eltelő időtartamot különböző megfigyelők eltérőnek érzékelnek.

### Kultúra
Az idő érzékelését a kultúra is befolyásolja. Benjamin Lee Whorf antropológus a hopi indiánok kultúrájának tanulmányozásakor feljegyezte, hogy "…a hopi nyelvben nincsen szó, nyelvtani szerkezet vagy kifejezés mely a mi 'idő' fogalmunkra, vagy a 'múlt'-ra, 'jelen'-re, vagy 'jövő'-re utalna… ". Pinker és Malotki később megcáfolták ezt.

### Az idő használata
Ahogy modern világunkban életünket a végrehajtandó feladatok elvégzése és problémák megoldása sorának tekintjük, az idő felgyorsulni látszik, és egyre fontosabbnak tűnik az idő felhasználásának pontos megértése. Az időbeosztás-kutatás egy fejlődő terület, mely azzal a kérdéssel foglalkozik, hogy mi módon osztjuk be (az otthon, munkában, vagy bevásárlással stb. töltött) időnket. Az időbeosztásunk környezetünk, életmódunk függvénye és változik a technológiával: a televízió és Internet jelentősen megváltoztatta szokásainkat. Ugyanakkor bizonyos tevékenységekre fordított idő hosszú időn át viszonylagosan állandó: például Amerikában a közlekedésben bekövetkező jelentős változások ellenére a munkába járás ideje most már évtizedek óta csaknem teljesen állandó 20-30 perc között mozog: az útrendszer javulásával az emberek munkahelyüktől távolabbra költöznek, vagy távolabb vállalnak munkát.
Az időszervezés a teendők és események optimális módon való elrendezése. E témának meglehetősen kiterjedt irodalma van. Stephen R. Covey Első dolgok először-ben a Sürgős / Fontos táblát ajánlja teendőink csoportosítására: Szerinte a nem-sürgős és nem-fontos dolgokra nem szabad időt találnunk. A nagykövek és kavicsok példája szemléletes útmutatás a sorrend helyes megállapítására. A 'nagy kövekre', a fontos és sürgős teendőkre koncentrálva, megbecsüljük azok elvégzéséhez szükséges időt és határidejüket, a 'kavicsok', a fontos, de nem sürgős teendőket (életünk sok teendője) azután ezek köré rendezve biztosíthatjuk, hogy időnket hatékonyan használjuk: a 'sürgős, de nem fontos' teendőink a nap végére szorulnak, s a nem sürgős és nem fontos dolgok pedig – nem véletlenül – esetleg elmaradnak. Naptárak és naplók, újabban pedig elektronikus megfelelőjük PDA-k (~personal digital assistant) használatosak.
Többek között Arlie Russel Hochschild és Norbert Elias végzett jelentős kutatást az időbeosztás szociológiai vonatkozásairól.

## Ajánlott irodalom
- Balázs Béla, Fényes Imre, Géczy Barnabás, Horváth József (1980): Mi az idő?, Gondolat Könyvkiadó, Budapest